# Concílio de Agde
O Concílio de Agde foi um sínodo regional realizado em setembro de 506 em Ágata ou Agde, na costa mediterrânea a leste de Narbonne, na região da Septimania do Reino Visigótico, com a permissão do rei visigótico Alarico II.

O Concílio reuniu-se sob a presidência do Bispo Cesário de Arles. Estiveram presentes 35 bispos:
- Cesário de Arles
- Cipriano de Bordéus
- Claro de Elusa
- Tetrádio de Bourges
- Heracliano de Toulouse
- Sofrônio de Agde
- Sedatus de Nîmes
- Quintino de Rodez
- Sabino de Albi
- Boécio de Cahors
- Graciano de Aix
- Nicécio de Aux
- Suavis de Comminges
- Galactorius de Benarnum (Lescar)
- Gratus de Oloron
- Vigílio de Leitura
- Maternus de Lodève
- Petrus de Palatio
- Glicério de Couserans
- Cronópio de Périgueux
- Probatius de Uzès
- Agroecius de Antibes
- Marcelo de Senez
- Pentádio de Digne
- [Caprário de Narbonne]‡
- [Victorinus de Fréjus]‡
- [Aprus de Tarbes]‡
- [Eufrásio de Auvergne]‡
- [Juliano de Avinhão]‡
- [Sextílio de Bazas]‡
- [Marcelo do Apto]‡
- [Papolo]‡
- [Leonicus de Châlons-sur-Saône]‡‡
- [Verus de Tours]‡‡

‡ representado por um padre.

‡‡ representado por um diácono.
O Concílio de Agde promulgou 47 cânones sobre disciplina eclesiástica. Em geral, seus cânones esclarecem as condições morais do clero e leigos na região histórica da Septimania no início da transição da ordem social romana dentro da província romana de Gallia Narbonensis para a dos migrantes visigodos. Eles também são de alguma importância para o estudo de certas instituições eclesiásticas primitivas.
Seu cânon 7, proibindo eclesiásticos de vender ou alienar a propriedade da igreja da qual tiravam seu sustento, parece ser a indicação mais antiga do sistema posterior de benefícios. No cânon IX, o Concílio decidiu que, se os diáconos ou sacerdotes casados desejam retornar às relações conjugais, devem ser privados de todas as suas dignidades e ofícios eclesiásticos; aqueles, no entanto, que desconheciam a proibição, poderiam ser autorizados a manter seu cargo se se abstiverem no futuro. No Cânon X, um clérigo era proibido de visitar mulheres com as quais não era parente, e podia ter em sua casa apenas sua mãe, irmã, filha ou sobrinha. Um bispo não devia ordenar diácono quem ainda não tivesse vinte e cinco anos. Para ser ordenado sacerdote ou bispo, era preciso ter pelo menos trinta anos de idade. Se um jovem casado desejava ser ordenado, ele requeria o consentimento de sua esposa (Cânon XVI).
O casamento entre primos também era proibido.